# At the Devil's Door
Pour les articles homonymes, voir Home.
Pour plus de détails, voir Fiche technique et Distribution.
At the Devil's Door (titre précédent : Home)  est un film américain réalisé par Nicholas McCarthy sorti en 2014.

## Synopsis
Leigh est une jeune agente immobilière engagée pour vendre la maison d’un couple. Pendant ces recherches pour trouver des acquéreurs, elle rencontre la fille des propriétaires, qui est vraisemblablement perturbée. Lorsque Leigh essaie de l’aider, elle se trouve piégée par une force surnaturelle.

## Fiche technique
- Titre original  : At the Devil's Door
- Réalisation : Nicholas McCarthy
- Musique : Ronen Landa
- Société de production :
- Société de distribution :
- Pays de production :  États-Unis
- Lieu de tournage :
- Durée : 91 minutes
- Date de sortie : 
  - États-Unis : 8 août 2014[1] (VàD)

## Distribution
- Catalina Sandino Moreno : Leigh
- Ashley Rickards : Hannah
- Naya Rivera : Vera
- Tara Buck : Yolanda
- Ava Acres : Girl
- Arshad Aslam : Seth
- Rob Brownstein : Dr. Daninsky
- Laura Kai Chen : Dr. Kim
- Assaf Cohen : Dr. Aranda
- Nick Eversman : Calvin
- Kent Faulcon : Davis
- Kate Flannery : Rosemary
- Wyatt Russel